# Kimberly (Wisconsin)
Kimberly es una villa ubicada en el condado de Outagamie en el estado estadounidense de Wisconsin. En el Censo de 2010 tenía una población de 6.468 habitantes y una densidad poblacional de 1.032,37 personas por km².

## Geografía
Kimberly se encuentra ubicada en las coordenadas 44°16′0″N 88°20′19″O / 44.26667, -88.33861. Según la Oficina del Censo de los Estados Unidos, Kimberly tiene una superficie total de 6.27 km², de la cual 5.86 km² corresponden a tierra firme y (6.45%) 0.4 km² es agua.

## Demografía
Según el censo de 2010, había 6.468 personas residiendo en Kimberly. La densidad de población era de 1.032,37 hab./km². De los 6.468 habitantes, Kimberly estaba compuesto por el 93.95% blancos, el 0.82% eran afroamericanos, el 0.91% eran amerindios, el 2.1% eran asiáticos, el 0% eran isleños del Pacífico, el 0.79% eran de otras razas y el 1.42% pertenecían a dos o más razas. Del total de la población el 2.32% eran hispanos o latinos de cualquier raza.